# مدل اتمی رادرفورد

نمودار عمومی از مدل‌ هسته‌ای اتم: الکترون‌ها سبز و هسته به رنگ قرمز نشان داده شده است.

مدل اتمی رادرفورد (به انگلیسی: Rutherford model) مدلی از ساختمان اتم است که ارنست رادرفورد در سال ۱۹۱۱ میلادی ارائه کرد.
پیش از مدل رادرفورد تصور دانشمندان از ساختمان اتم براساس مدل اتمی تامسون بود. مدل تامسون اتم را به صورت مجموعه‌ای از الکترون‌ها (بارهای منفی) که در میان بارهای مثبت پراکنده هستند در نظر می‌گرفت. این مدل به مدل کیک کشمشی معروف شد.
چهارده سال پس از تامسون یعنی در سال ۱۹۱۱ رادرفورد پس از آزمایش معروف ورقه طلای خود مدل دیگری را پیشنهاد کرد. رادرفورد با تاباندن ذرات آلفا به ورقه نازکی از طلا (به ضخامت ۲۰۰۰اتم طلا) مشاهده کرد که بیشتر ذرات از ورقه عبور می‌کنند یا به مقدار کمی منحرف می‌شوند. اما درصد بسیار کوچکی از ذرات (تقریباً یک در ۲۰۰۰۰) با زاویه‌ای بیش تر از ۹۰ درجه بازمی‌گردند. رادرفورد نتیجه گرفت که بخش بزرگی از اتم فضای خالی است و در مرکز اتم هسته چگالی وجود دارد.